# Beneška gotska arhitektura
Beneška gotika je izraz, ki se uporablja za posebno obliko italijanske gotske arhitekture, značilne za Benetke, ki izvira iz lokalnih gradbenih zahtev, z nekaj vpliva bizantinske arhitekture, nekaj pa iz islamske arhitekture, ki odraža trgovinsko mrežo Benetk. Zelo nenavadno za srednjeveško arhitekturo, je slog najbolj značilen za posvetne stavbe, velika večina ohranjenih je sekularnih.
Najbolj znana primera sta Doževa palača in Ca' d'Oro. Obe imata lože tesno razporejenih majhnih stebrov s težkimi vzorci s štirilistnimi odprtinami zgoraj, dekoracijo vzdolž strešne linije in nekaj barvnih vzorcev na navadnih stenskih površinah. Skupaj z lokom ogee (oslovski hrbet), prekritim z reliefnim ornamentom in reliefi iz vrvi so to najbolj ikonične značilnosti sloga. Cerkvena gotska arhitektura je bila manj izrazito beneška in bližje tisti v preostali Italiji.
Začetki sloga verjetno ne segajo dlje kot v 13. stoletje, čeprav so datumi zgodnjegotskih palač in zlasti značilnosti, kot so okna v njih, večinoma negotovi. Prevladovala je v 14. stoletju in zaradi konservativnosti mesta so se beneške gotske stavbe, zlasti manjše palače, gradile tudi v drugi polovici 15. stoletja, beneška renesančna arhitektura pa je zelo pogosto ohranjala spomine na svojo gotsko predhodnico.
V 19. stoletju, ki so ga navdihnili zlasti spisi Johna Ruskina , je prišlo do oživitve sloga, ki je del širšega gibanja gotskega preporoda v viktorijanski arhitekturi. Že v srednjem veku so bile beneške palače zgrajene na zelo zoženih mestih in so bile visoke pravokotne škatle z dekoracijo, skoncentrirano na sprednji fasadi. Slog je bil zato razvit za podoben arhitekturni kontekst, kot ga najdemo na ulicah središča mesta iz poznega 19. stoletja.

## Kontekst
Benetke so zgrajene na aluvialnem blatu, vse stavbe v mestu pa so bile (in so večinoma še vedno) podprte z velikim številom lesenih pilotov, zabitih v blato. Zgoraj je običajen gradbeni material opeka, čeprav so bile veličastnejše fasade običajno obložene z istrskim kamnom, finim apnencem, ki ni strogo marmor, čeprav se pogosto tako imenuje. Ta je prišel po morju iz kamnolomov v Istri v Terrafermi, zdaj na Hrvaškem. Za kontrast so pogosto uporabljali druge kamne različnih barv, zlasti rdeči kamen iz Verone. Marmorino štukature, izdelane z mletjem apnenca, opeke in terakote, so bile tipična obdelava notranjih sten, včasih pa tudi zunanjih. Ravni stropi, podprti z lesenimi tramovi, so imeli prednost pred oboki, ki bi lahko počili, ko se je stavba posedla na pilotne temelje.
Glavno mesto je bilo že v veliki meri pozidano, s stavbami tesno nabitimi v središču; to jasno prikazuje ogromen lesorez Jacopa de' Barbarija Pogled na Benetke z dvignjenim pogledom na mesto iz leta 1500. Ker so bile stavbe tesno nabite, so bile Benetke še bolj nagnjene k požarom kot druga italijanska mestna središča, kar je povzročilo potrebo po številnih novih stavbah.

## Palače
Za razliko od palač ali hiš bogatih družin v drugih italijanskih mestih obramba ni bila velika skrb. Prenatrpano mestno središče je spodbujalo visoko gradnjo po standardih tistega obdobja, glavni dostop za svetlobo pa je bila pogosto sprednja fasada, ki ima zato običajno več in večja okna kot palače drugod.
Večina palač je imela dvojno funkcijo: kot poslovni prostori v pritličju in domovi zgoraj. V pritličjih, ki so bila tudi ob gradnji verjetno precej nagnjena k občasnim poplavam, je razmeroma malo prostorov in precej veličastno stopnišče, ki vodi v bivalna zgornja nadstropja, kjer so stropi po merilih palač precej nizki. Portik ob kanalu je omogočal nakladanje in razkladanje blaga in je vodil do velikega prostora, imenovanega androne, kjer so ga skladiščili in poslovali. V nadstropju je bil portego ali salon, še ena velika soba, centralno postavljena in običajno v obliki črke T in je prejemala svetlobo iz oken in je bila glavni prostor za jedilnico in zabavo. Zadaj je vodilo odprto stopnišče na majhno dvorišče z vodnjakom in pogosto zadnjimi vrati na ulico. Pravzaprav v Benetkah ni pravih vodnjakov, vodnjak pa je vodil navzdol do cisterne, izolirane od slane podtalnice, ki je zbirala deževnico s strehe in dvorišča skozi kamnite žlebove, ki vodijo do sistema peščenega filtra in cisterne.
Do 13. stoletja so bili portiki na sprednji strani pogosto zapuščeni in nadomeščeni z enim ali več velikimi vrati, ki vodijo do androne.

## Zgodovina
Gotsko obdobje je prišlo v Benetke v času velikega bogastva, ko je višji sloj financiral gradnjo novih cerkva in novih, razkošnih domov zase. Istočasno so verski redovi začeli prinašati gotski slog v beneške cerkve iz celinske Italije. Najbolj presenetljive primere te nove arhitekturne mode je mogoče videti v baziliki sv. Janeza in Pavla, in v Frari. Vendar so bile te cerkve še vedno zelo podobne tistim, ki jih najdemo v preostali Italiji, glavna razlika je bil gradbeni material. Šele s povečanjem gradnje palač je beneška gotika postala poseben slog. Pod vplivom Doževe palače so ustvarjalci tega novega sloga združili gotske, bizantinske in orientalske teme, da bi ustvarili popolnoma edinstven pristop k arhitekturi.

## Značilnosti in primeri
Kot je opisal Ruskin, je bil ogee lok na začetku slogovnega razvoja beneškega gotskega loka in ne na sredini ali na koncu, kot drugod. Okrogli loki so začeli dobivati konice na zunanjem robu, sprva pa so na notranji strani ostali krožni. Toda napredek sloga se ni odražal vedno v dejanskih stavbah, v določenem obdobju in v isti stavbi pa je včasih mogoče opaziti različne sloge.
Ogee lok je »relativno nenavaden v cerkvenih stavbah«, kjer je bila sprejeta bolj konvencionalna italijanska gotika (in je manj ohranjenih). Nasprotno pa so običajni gotski oboki vidni v palačah »le v najbolj trdnih elementih«. Ker so nestabilna tla odvračala od obokanja, je bil »strukturni razlog obstoja gotske arhitekture – omogočati postavitev višjih in večjih obokov, z več fleksibilnosti tlorisa – v Benetkah popolnoma nepomemben«.
V severni Evropi so krogovičja podpirala le vitraje. Nasprotno pa so krogovičja v beneški gotiki podpirala težo celotne stavbe. Zato relativna teža, ki jo nosijo, aludira na relativno breztežnost stavb kot celote. To (in s tem povezana zmanjšana uporaba nosilnih sten) daje beneškemu gotskemu arhitekturnemu slogu lahkotnost in milost v strukturi.
Beneška gotika, čeprav veliko bolj zapletena v slogu in dizajnu kot prejšnje vrste gradnje v Benetkah, nikoli ni dopuščala večje teže ali velikosti, kot je potrebno za podporo stavbe. Benetke so že od nekdaj skrbele, da je vsak centimeter zemlje dragocen zaradi kanalov, ki tečejo skozi mesto.
Eden glavnih vidikov spremembe beneške gotike, ki je nastala v 14. in 15. stoletju, je bil delež osrednje dvorane v posvetnih stavbah. Ta dvorana, znana kot portego, se je razvila v dolg prehod, ki ga je pogosto odpirala loža z gotskimi oboki. Arhitekti so raje uporabljali zapletene vzorce, podobne tistim na Doževi palači. Najbolj ikonična beneška gotska stavba, Doževa palača, je razkošno okrašena stavba, ki vključuje značilnosti gotskega, mavrskega in renesančnega arhitekturnega sloga. V 14. stoletju je bila po dveh požarih, ki sta uničila prejšnjo stavbo, palača obnovljena v današnji, prepoznavni gotski obliki.

## Cerkve
Dve največji gotski cerkvi, ki sta ostali večinoma nespremenjeni, sta cerkvi glavnih beraških redov; obe sta zasnovana tako, da nudita velike odprte prostore za pridigarje, da dosežejo veliko občestva. Ti redovi so bili nadzorovani s celine Italije, njihova izvirna arhitektura pa je večinoma odražala širše italijanske sloge, ki jih je vsak red razvil drugje, in tako predstavljal novost v Benetkah. Oba sta postala dom številnim pomembnim grobnicam v notranjosti, kar je verjetno preprečilo baročno preoblikovanje notranjosti, kot se je zgodilo drugod.
Frari je frančiškanska cerkev. Tako kot večina srednjeveških frančiškanskih cerkva je to velika navadna stavba, zgrajena gospodarno, da sprejme velike množice, da slišijo pridigarje. Prvič je bila zgrajena v 13. stoletju, v 14. in 15. stoletju pa je bila v daljšem obdobju obnovljena v sedanjem gotskem slogu.
Konkurenčna dominikanska cerkev sv. Janeza in Pavla je druga velika gotska cerkev v mestu, ki ohranja svoj prvotni značaj. Ta se je prvič začela v 1240-ih, vendar je bila ta cerkev premajhna, sedanja stavba pa je bila verjetno začeta leta 1333, čeprav je bila posvečena šele leta 1430. Številne druge cerkve so ohranile pomembna gotska dela, zlasti Santo Stefano, velika župnijska cerkev z leseno streho "ladijske kobilice". Madonna dell'Orto, ki jo je zgradil red Humiliati, je večinoma iz 14. stoletja, fasada, ki je še vedno gotska, pa sega v 1460. Druge gotske cerkve so bile preoblikovane v renesančnem ali baročnem slogu. V sv. Marku, glavni cerkvi republike, je veliko gotske skulpture na pročelju in drugih podrobnosti, vendar glavni elementi strukture ostajajo italo-bizantinska romanika.

## Islamski in bizantinski vpliv
Vpliv islamske arhitekture se odraža v nekaterih značilnostih beneškega sloga, zlasti v uporabi barv in vzorcev na zunanjih stenah, včasih pa tudi v kamnitih rešetkah na oknih in morda zgolj v okrasnih nazobčanjih na strehah. V tem obdobju je bilo beneško gospodarstvo močno povezano s trgovino tako z islamskim svetom kot z Bizantinskim cesarstvom, arhitekturni slogi teh dveh pa so nekoliko prepleteni, zlasti v zgodnjem islamskem obdobju.[19]
Na primer, okrasitev sten z velikimi furnirji iz modno obarvanega marmorja ali drugih kamnov, kar je bilo zagotovo beneški okus, je bilo najdeno tudi v bizantinski in islamski arhitekturi, vendar sta jo obe izpeljali iz cesarske rimske arhitekture. Še vedno obstajajo primeri v Raveni (ki so ji vladale Benetke od leta 1440 do 1509), Milanu in Rimu, zelo verjetno pa velik del teh odstranitev iz drugih preživelih rimskih stavb še ni bil izveden.
Benečani so morda tudi menili, da nekateri vidiki bizantinske in islamske arhitekture odražajo svet zgodnjega krščanstva – po vsej Italiji so »vzhodni« kostumi zelo pogosto služili svetopisemskim likom v umetnosti in slike nekaterih Benečanov, na primer Pridiganje sv. Marka v Aleksandriji avtorja Gentilea Bellinija (ok. 1505) uporabljajo tudi jasno islamsko arhitekturo (vključno s kamnitimi žari), čeprav odražajo tudi bizantinske sloge Konstantinopla, ki ga je Bellini obiskal leta 1479, le kakšnih petindvajset let po tem, ko je postal osmanska prestolnica. Obstajale so tudi beneške povezave z islamskimi slogi preko Sicilije in južne Italije ter morda Al Andaluza (islamska Španija). Benečani so verjetno videli vzhodne elemente v svoji arhitekturi na kompleksen način, ki so odražali in slavili tako njihovo zgodovino kot vzrok njihovega bogastva, ki izvira iz trgovine.
Beneški trgovci in trgovci iz rivalskih mest so po mongolskih osvajanjih, od približno 1240 do 1360, segli v Perzijo in Srednjo Azijo v Pax Mongolica. V Aleksandriji pa tudi v Konstantinoplu so bile majhne beneške kolonije trgovcev. Odnosi Benetk z Bizantinskim cesarstvom so bili še bolj intimni in zapleteni, vključevali so številne vojne, pogodbe in poboje.
- Palazzo Barbarigo Minotto.
- Ca' Foscari, zgrajena v slogu pozne beneške gotike.
- Ca' Barbaro ob Canalu Grande.
- Palazzo Dario je bila kasneje obnovljena z renesančnimi elementi. Na levi, Palazzo Barbaro Wolkoff.
- Palazzo Bembo blizu mostu Rialto.
- Bazilika svetega Janeza in Pavla, 1340-ta
- Palazzo Foscari na otoku Giudecca.
- Palazzo Dandolo (Hotel Danieli), nekoliko "obnovljena" in dodelana v 19. stoletju.
- Palazzo Loredan dell'Ambasciatore. Pravokotna okna medetaže kažejo, da gre za stavbo iz poznega 15. stoletja, ki ohranja gotski slog v renesansi.
- Palazzo Contarini Fasan
- Palazzo Molin del Cuoridoro.
- Palazzo Pisani Moretta v okrožju San Polo.

## Preporod
Slog je bil obujen v 19. stoletju, v veliki meri pod vplivom britanskega arhitekturnega kritika Johna Ruskina in njegove razprave Beneški kamni (The Stones of Venice). Zaradi pomanjkanja prostora v Benetkah je bila večina palač visokih (po srednjeveških merilih) pravokotnih škatel z ornamentiranim pročeljem, a na drugih zunanjih straneh zelo pogosto navadnih. Prav tako niso imeli prostorsko izgubljajočih dvorišč. Zato je osnovna oblika zelo ustrezala zahtevam 19. stoletja, beneški slog pa se je pojavljal predvsem v dovršenih oknih, vencih in drugih dekoracijah fasade.
V Severni Ameriki so slog popularizirali arhitekti Charles Amos Cummings, Frank Furness, Norman Shaw, William Robert Ware, Willard T. Sears in Frederick William Stevens. V Avstraliji je bil arhitekt William Pitt predstavnik sloga in znano je, da je Joseph Reed eksperimentiral tudi v njem.
- Klub Montauk je primer tega sloga, ki je zunaj Benetk v Parku Slope v New Yorku (1878)
- Nekdanjo borzo na Collins Streetu v Melbournu je v beneškem gotskem slogu zasnoval arhitekt William Pitt.
- Zahodna fasada nekdanje tovarne preprog v Glasgowu.
- Nacionalna akademija za oblikovanje v New Yorku, (1863–65).
- Memorial Hall, Manchester, Anglija (1866).
- Manchester Reform Club v Manchestru v Angliji (1870).
- Elephant Tea Rooms, Sunderland, Anglija.
- Our Boys Institute, Adelaide, Avstralija.
- Palača Ismailiyya v Bakuju, Azerbajdžan, 1908–1913
- Cincinnati Music Hall v Cincinnatiju, Ohio, (1878).
- Cà d'Zan v Sarasoti, Florida, (1926)
- Palazzo Cavalli-Franchetti, Benetke, (1878)
- Caffè Pedrocchi v Padovi, (1839)
- Isola del Garda, Brescia, (1903)
- Hallwyl Museum, Stockholm, (1898)